# 岡田知子 (文学研究者)
岡田 知子（おかだ ともこ、1966年〈昭和41年〉2月 - ）は、日本の文学者。専門はカンボジア文学・文化論、東京外国語大学総合国際学研究院（国際社会部門・地域研究系）教授。

## 略歴
神戸市生まれ。1988年聖心女子大学文学部外国語外国文学科英文学専攻卒、1992年埼玉大学大学院文化科学研究科修士課程修了、1997年東京外国語大学大学院地域文化研究科博士後期課程単位取得退学、東京外国語大学外国語学部助手、99年講師、2003年助教授。2009年准教授、2023年教授。
小林聖心女子学院高校2年のときにカトリックの洗礼を受ける。聖心女子大学3年のときに、カンボジアのカオイダン難民キャンプに2ヶ月間ボランティアとして滞在、また埼玉大学大学院修士課程修了後、プノンペン大学に留学。
2007年「現代アジアの女性作家シリーズ」で日本翻訳出版文化賞受賞。

## 著作

### 翻訳
- パル・ヴァンナリーレアク『カンボジア花のゆくえ』段々社〈現代アジアの女性作家秀作シリーズ〉、2003年10月。 NCID BA63790681。全国書誌番号:20490210。
- オム・ソンバット『地獄の一三六六日 ポル・ポト政権下での真実』大同生命国際文化基金〈アジアの現代文芸 CAMBODIA〔カンボジア〕②〉、2007年2月。 NCID BA81189213。全国書誌番号:21206548。
- チュット・カイ『追憶のカンボジア』東京外国語大学出版会〈物語の島アジア〉、2014年6月。 NCID BB15837351。全国書誌番号:22468469。
- ヌー・ハーイ 著、岡田知子 訳『萎れた花・心の花輪』大同生命国際文化基金〈アジアの現代文芸 CAMBODIA〔カンボジア〕③〉、2015年9月。 NCID BB19589138。全国書誌番号:22640892。

### 編訳
- 『現代カンボジア短編集』大同生命国際文化基金〈アジアの現代文芸 CAMBODIA〔カンボジア〕①〉、2001年1月。 NCID BA51061185。全国書誌番号:20131665。

### 共編著
- 上田広美、岡田知子『カンボジアを知るための60章』明石書店〈エリア・スタディーズ 56〉、2006年6月。 NCID BA77418328。全国書誌番号:21096750。
  - 上田広美、岡田知子『カンボジアを知るための62章』（第2版）明石書店〈エリア・スタディーズ 56〉、2012年5月。 NCID BB09117008。全国書誌番号:22103373。
  - 上田広美、岡田知子、福富友子『カンボジアを知るための62章』（第3版）明石書店〈エリア・スタディーズ 56〉、2023年4月。 NCID BD01491672。全国書誌番号:23828111。

### 共編
- A.シルベストル 著、坂本恭章 訳、上田広美・岡田知子 編『カンボジアの行政』めこん〈フランス保護国時代のカンボジア 第1分冊〉、2019年1月。 NCID BB27749025。全国書誌番号:23205363。

### 共訳
- 上田広美 編、坂本恭章・岡田知子 訳『ナガラワッタ』めこん〈フランス保護国時代のカンボジア 第2分冊〉、2019年1月。 NCID BB2774907X。全国書誌番号:23205388。

### 監修
- 『激動の現代史を生きた女性作家のカンボジア パル・ヴァンナリーレアク講演会』国際交流基金アジアセンター〈開高健記念アジア作家講演会シリーズ 13〉、2003年。全国書誌番号:20504032。